# Tukituki River
Der Tukituki River ist ein Fluss in der Region Hawke’s Bay auf der Nordinsel von Neuseeland.

## Geografie
Der Tukituki River entspringt südsüdöstlich des Taumatataua in den Ruahine Range, fließt bis Waipukurau in östlicher Richtung, um dann in einem Linksschwenk an der östlichen Seite der Kaokaoroa Range einer nordöstlichen Richtung folgend östlich von Havelock North an den Te Mata Bergen nach Norden zwischen Clive und Haumoana in die Hawke Bay und damit in den Pazifischen Ozean mündet.
Der Fluss besitzt eine Länge von rund 123 km und ein Wassereinzugsgebiet von ungefähr 2500 km².

## Ereignis
Der Fluss, der normalerweise einen Durchfluss von 150 m³/s in Minimum hat, brachte im Jahr 1938 mit rund 200.000 m³/s seinen bisher gemessenen Spitzenwert. In der Flut von 1893 spülte der Fluss allerdings die Brücken in den Orten Tamumu und Patangata, unterhalb von Waipukurau, beiseite und überflutete den kleinen Ort Clive an der Küste liegend.

## Nutzung
Der Fluss wird über seine gesamte Länge zur Bewässerung des Farmlandes genutzt. Für die Angler bietet der Fluss Regenbogenforellen mit einem Gewicht bis zu 1,5 kg, im unteren Verlauf sogar bis zu 4 kg. Vereinzelt werden auch Bachforellen gefangen.